# Enosi Pontion Pierias
Die Enosi Pontion Pierias (griechisch Ένωση Ποντιών Πιερίας „Vereinigung der Pontier Pierias“) ist ein Verein zur Pflege der Kultur und Folklore der Pontosgriechen innerhalb Griechenlands.
Im Zuge der Verfolgung der griechischen Bevölkerung im Osmanischen Reich (zwischen 1914 und 1923), mussten viele der dort lebenden Menschen ihre Heimat verlassen und ins Ausland oder nach Griechenland übersiedeln. Dies betraf insbesondere die Griechen aus Kleinasien und die Pontos-Griechen, die in der Schwarzmeerregion lebten. Viele Flüchtlinge fanden in Makedonien ein neues Zuhause, einige von ihnen gelangten nach Pieria. Dort stellen sie einen großen Teil der Bevölkerung. Gelegentlich kauften sie Ländereien und gründeten rein pontische Dörfer.
Um die kulturellen Eigenheiten der Pontos-Griechen weiterhin zu pflegen, wurde 1928 die Enosi Pontion Pierias (griechisch Ένωση Ποντιών Πιερίας „Vereinigung der Pontier Pierias“) gegründet, die 1932 als Verein eingetragen wurde. Es handelt sich damit um den ältesten Verein Pierias. Seit Juni 1998 ist er Mitglied des International Council of Organizations of Folklore Festivals and Folk Arts, CIOFF.

## Sitz
Sitz des Vereins ist die Mitropoliti Trapesountos Chrisanthou 13, 60100 Katerini, Pieria, Griechenland.

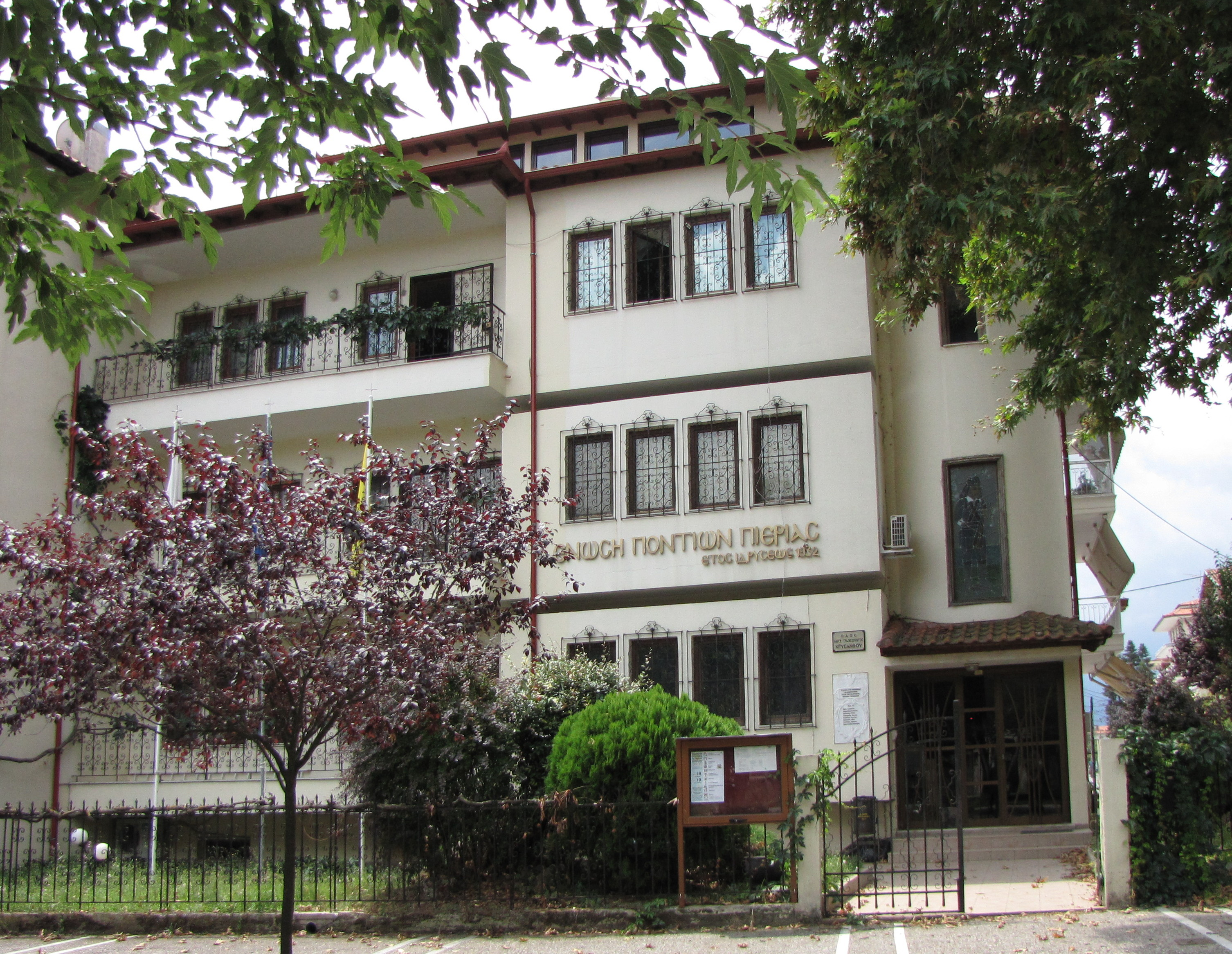
Enosi Pontion Pierias, Gebäude

Der Verein ist Eigentümer eines Gebäudes auf einem Grundstück, das ihm der Enosi von der Stadt Katerini überlassen wurde. Das Haus hat drei Stockwerke nebst Keller und Dachgeschoss. Die Aufteilung:
- Keller: Trainingsraum für die Tanzgruppe
- Erdgeschoss: Heimatmuseum
- Erstes Obergeschoss: Tagungsraum für rund 160 Personen
- Zweites Obergeschoss: Büro und Sitzungsraum
- Dachgeschoss: Werkstätten (Weben, Mosaik, Holzschnitzerei etc.)

## Geschichte
Die erste Welle der Ansiedlung der pontischen Griechen in Pieria erfolgte zwischen 1920 und 1922. Diese Flüchtlinge kamen direkt aus dem Osmanischen Reich. Nach 1939 erfolgte eine weitere Einwanderung aus der ehemaligen Sowjetunion. Einige Jahre nach der Ankunft der ersten Flüchtlinge wurde der Verein gegründet. Ziel der Gründungsmitglieder war die Erhaltung und Pflege der
- pontischen Kultur
- pontischen Sprache und
- Geschichte der Vertriebenen

In den ersten Jahren nach der Gründung war der Verein Anlaufstelle für Probleme aller Art. Die Mitglieder engagierten sich schon bald in den Bereichen Theater, Volkstanz und Volksmusik. Von Anfang an wurde die im neuen Umfeld nicht mehr benötigte pontische Sprache innerhalb des Vereins gepflegt. Der Verein hat 740 Mitglieder (Stand August 2018).
Die satzungsgemäßen Aufgaben des Vereins:
- Positive Formung der Ethik der Mitglieder
- Entwicklung der geistigen Verbundenheit und Solidarität unter den Mitgliedern
- Erhaltung der pontischen Tradition
- Erlernen der pontischen Sprache und der pontischen Tänze
- Erhaltung der traditionellen pontischen Musik und des Gesangs
- Unterrichtung der Mitglieder in pontischer Geschichte und dem pontischen Hellenismus
- Studium und die Förderung von Lösungen der Probleme, die den pontischen Hellenismus im Allgemeinen betreffen
- Beitrag zur Umsetzung der Entscheidungen, sowohl des Gesamtverbands der Pontier Griechenlands, als auch der weltweiten Konferenz der Pontier

## Abteilungen

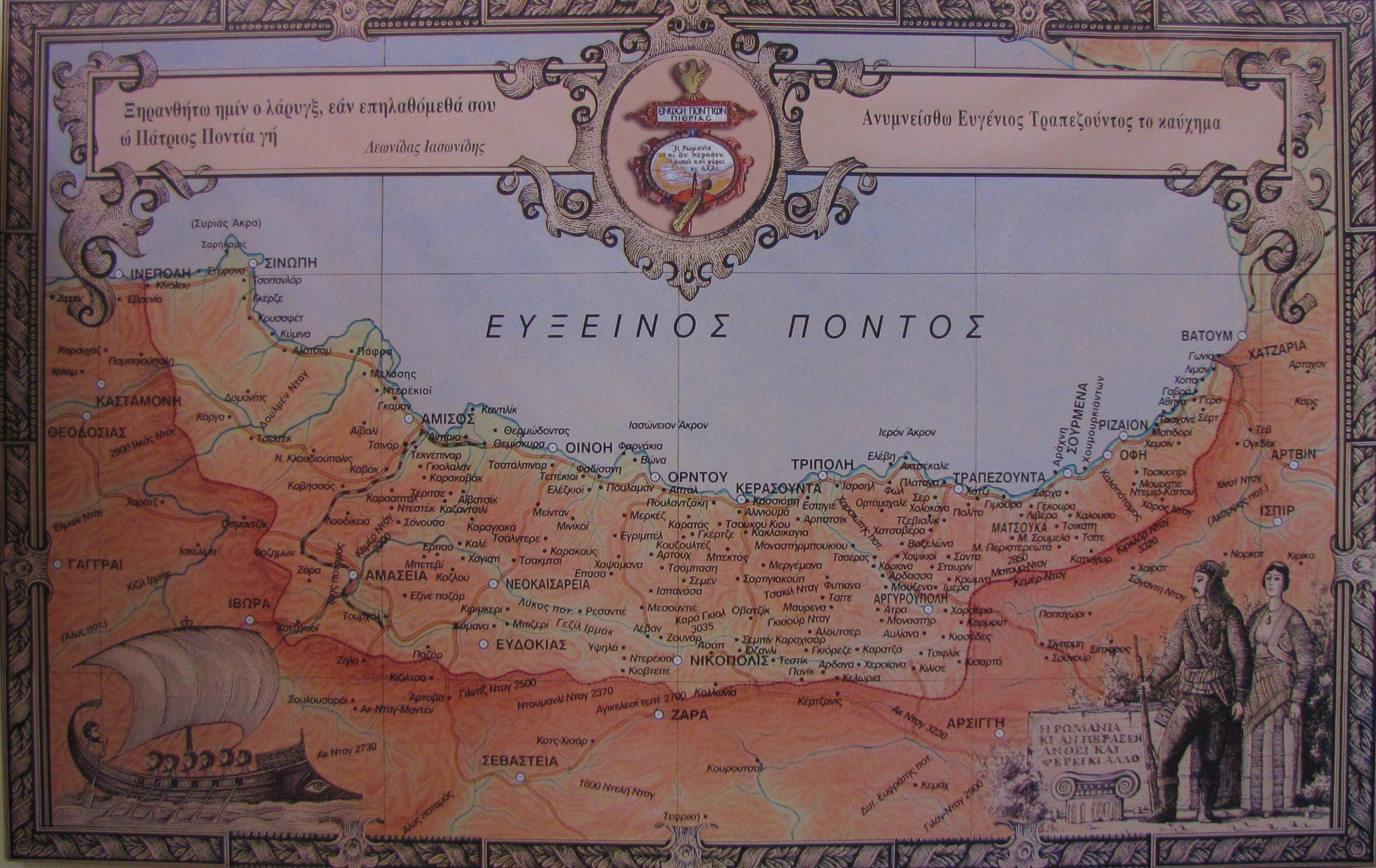
Enosi Pontion Pierias, Karte der ehemaligen pontischen Gebiete

- Pontischer Volkstanz: Die Tanzgruppe umfasst 150 aktive Mitglieder und ist eine der aktivsten Gruppen des Vereins. Für Auftritte hält der Verein rund 200 pontische Trachten vor. Die Tanzgruppe tritt in ganz Griechenland und im europäischen Ausland auf.[4]
- Pontische Musik: Derzeit (August 2018) werden 20 junge Musiker im Gebrauch der klassischen pontischen Musikinstrumente unterrichtet. Das Hauptaugenmerk liegt dabei auf der Lyra.[5]
- Theater: Es werden klassische pontische Stücke in pontischer Sprache aufgeführt. Auftritte finden auch außerhalb Pierias in anderen griechischen Städten statt.
- Chor: Die zweite Säule zur Pflege der alten Sprache. Die Mitglieder treten in Pieria, anderen Städten Griechenlands und im Ausland auf.
- Heimatmuseum: Die Ausstellungsstücke werden derzeit (August 2018), teilweise zumindest, restauriert, das Museum ist deswegen geschlossen.
- Bibliothek: Der Verein besitzt sowohl zeitgenössische als auch historische Literatur von pontischen Schriftstellern und über pontische Themen. Die Herausgabe einer Hauszeitschrift musste aus finanziellen Gründen eingestellt werden und wurde durch soziale Medien weitgehend substituiert.
- Blutspende: Die Mitglieder werden durch eine vereinsinterne Organisation zur Blutspende animiert. Durch Aktionen werden auch immer wieder Menschen außerhalb des Vereins zu Blutspenden aufgerufen.[6]
- Verschiedenes: Einer Gruppe von Interessierten werden die klassischen Webtechniken vermittelt. Einige Mitglieder widmen sich der Malerei, ihre Werke werden von Zeit zu Zeit ausgestellt. Ferner werden neben Holzschnitzereien und Mosaiken auch andere traditionelle Kunsthandwerke gelehrt. Frauen sorgen dafür, dass die Kochrezepte der traditionellen pontischen Küche nicht in Vergessenheit geraten.

## Aktivitäten

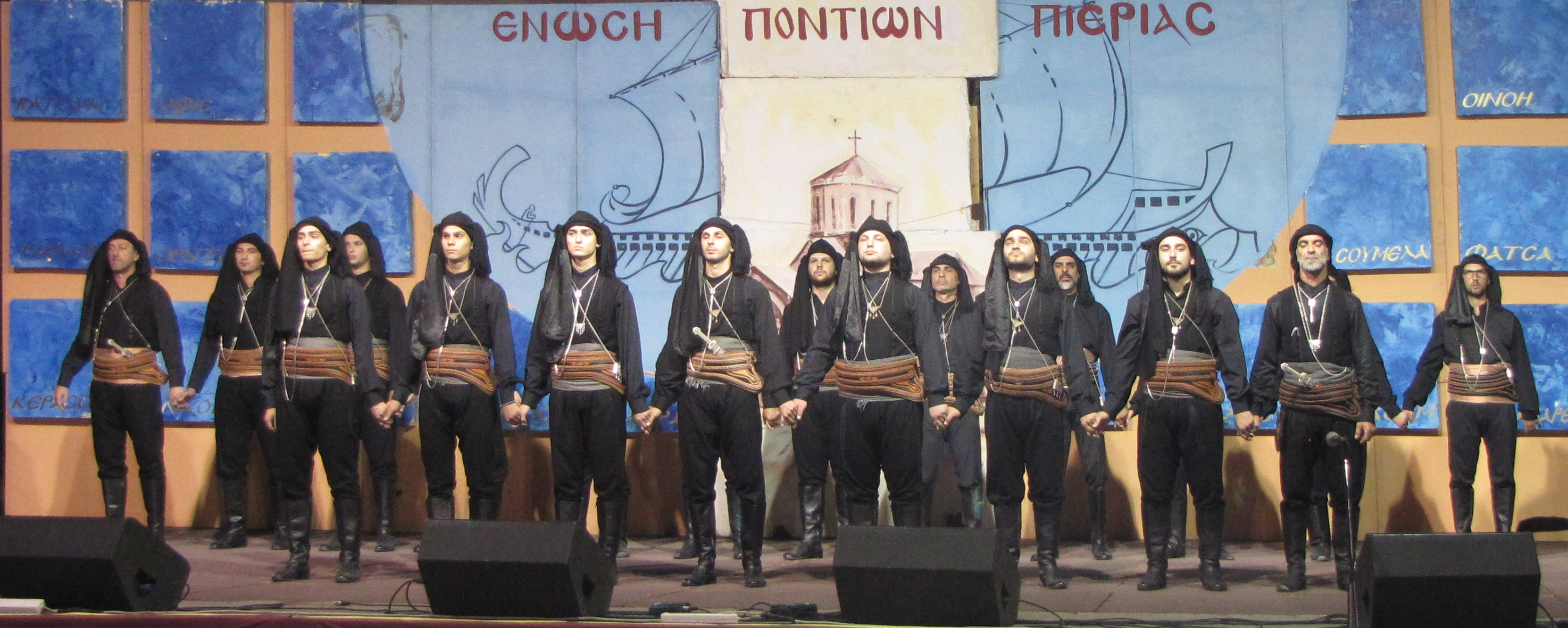
Enosi Pontion Pierias, Konzentration vor dem Tanz

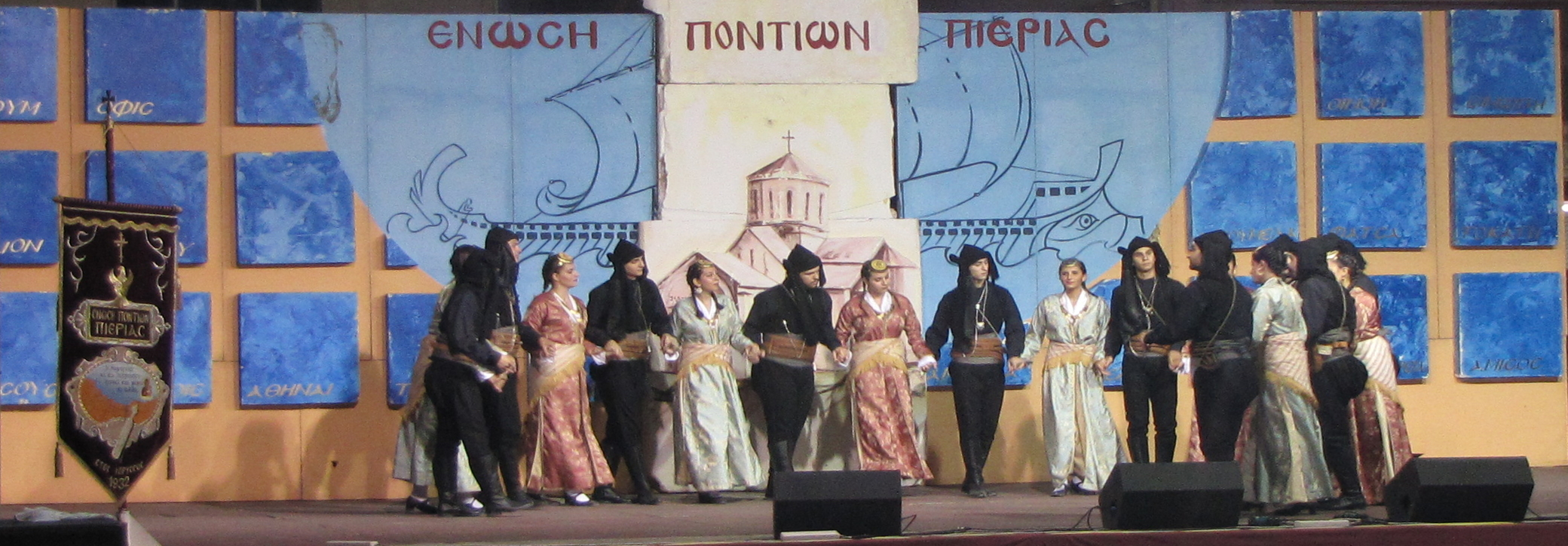
Enosi Pontion Pierias, gemischte Tanzgruppe

Mehrmals jährlich werden Reisen in die alte Heimat am Schwarzen Meer veranstaltet. Besucht werden dort neben der ehemaligen Hauptstadt Trapezunt (heute Trabzon) auch andere historisch bedeutende Orte, wie das Kloster Panagia Soumela oder das  ökumenische Patriarchat von Konstantinopel im heutigen Istanbul.
In Katerini veranstaltet der Verein jährlich ein mehrtägiges Sommerfest mit Tanz und Theater.
Weitere Aktivitäten:
- Teilnahme am jährlichen Tanzfestival des pontischen Gesamtverbandes Griechenlands
- Versammlungen und Vorträge in den Räumlichkeiten des Vereins
- Ausflüge innerhalb Griechenlands
- Vorstellung von Büchern